# Гакараву

Гакараву

Гакараву (канн. ಗಕಾರವು) — га, 16-я буква алфавита каннада, обозначает звонкий велярный взрывной согласный. В лигатурах (самъйогах) пишется подстрочно без талекатту (верхней черты).
Кагунита: Га — ಗ , ಗಾ . Ги — ಗಿ , ಗೀ . Гу — ಗು , ಗೂ . Ге — ಗೆ , ಗೇ . Гай — ಗೈ. Го — ಗೊ , ಗೋ . Гау — ಗೌ.

## Вьякарана (Грамматика)
- -ಗೆ  (-ге) — окончания дательного падежа (пратьяя чатуртхи вибхакти).
- галу - окончание мн.ч. сущ.
- ಈಗ (ига) — наречие времени сейчас.